# Wybrzeże fiordowe

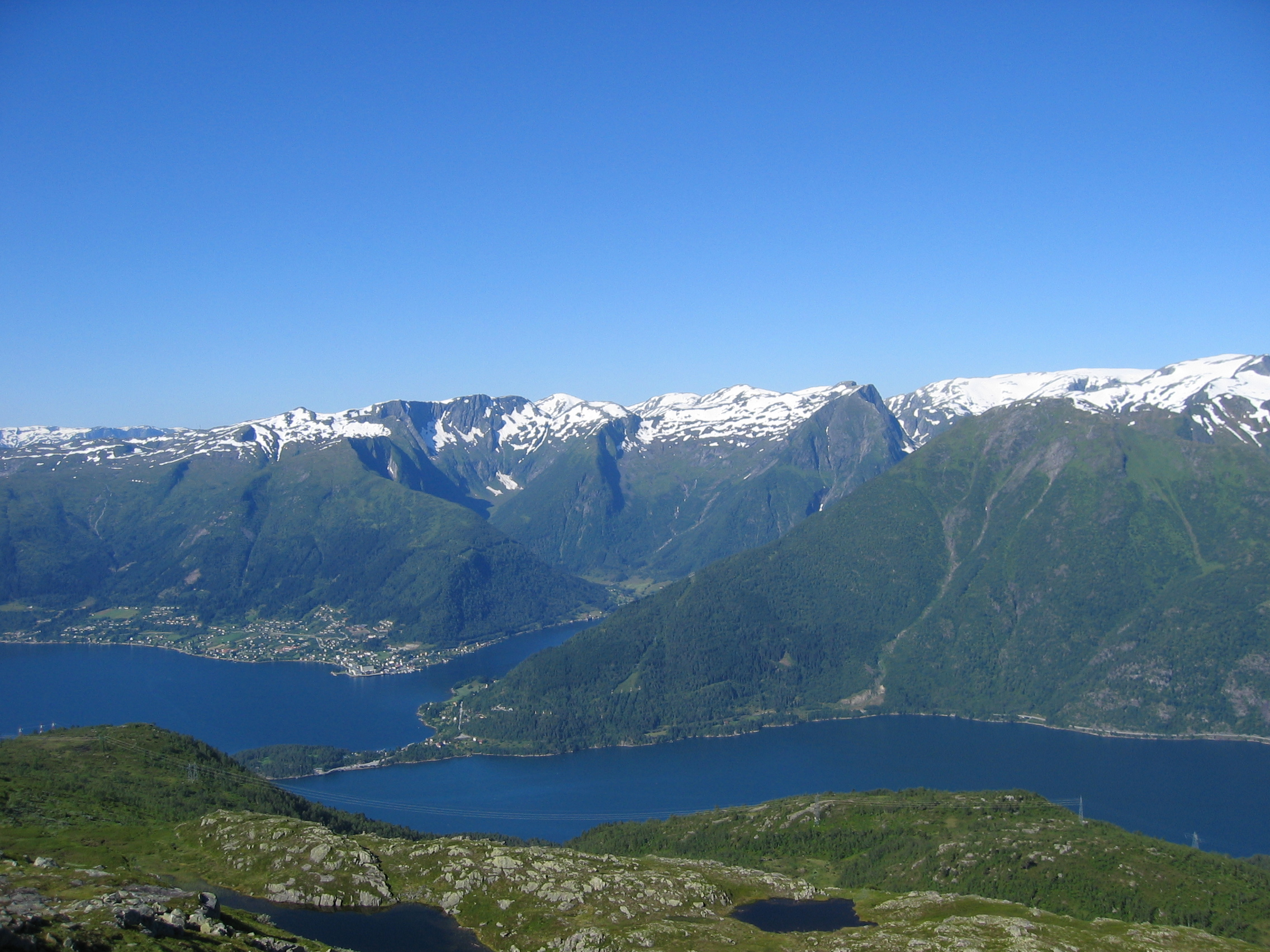
Sognefjorden

Wybrzeże fiordowe – rodzaj wybrzeża wysokiego, które powstaje w wyniku zalania morzem długich, wąskich, głębokich (U-kształtnych) dolin polodowcowych (fiordów) na obszarach górskich. Doliny te tworzą zatoki (do kilkuset km długości) o stromych ścianach sięgających kilometra wysokości. Wybrzeże to występuje m.in.: w płn.-zach. Norwegia, Nowa Zelandia, Szkocja, Alaska, Antarktyda, Grenlandia, pd. Chile.
Najdłuższy fiord:
Scoresby Sund we wschodniej części Grenlandii (350km).
w Europie: Sognefjord w Norwegii (204 km).